# Phyllostachys nigra
Phyllostachys nigra è una pianta appartenente alla famiglia delle Poaceae, originaria della Cina.

## Descrizione
Phyllostachys nigra conosciuto come "bambù nero" per la sua caratteristica colorazione nero ebano dei culmi, è il bambù ornamentale più utilizzato al mondo, per il suo effetto visivo dato dal contrasto tra i fusti neri e il fogliame verde brillante.

## Distribuzione e habitat
La specie è originaria della Cina sud-occidentale (Guizhou e Hunan) dove cresce in foreste sui pendii montani e nelle vallate, ad un'altitudine di 1100-1200m; viene coltivato anche in diverse altre regioni cinesi e in varie parti del mondo.